# Milič Jiráček
Milič Jiráček (21. října 1922 Vysoké Mýto – 5. února 2007) byl český vědec a teoretik fotografování.

## Životopis
Narodil se ve Vysokém Mýtě, kde absolvoval i tamní gymnázium. Za druhé světové války (1942) byl zatčen za ilegální činnost, ale na rozdíl od svých společníků dokázal utajit svůj plný podíl a členství v komunistické straně. Díky tomu byl odsouzen jen ke vězení a válku přežil. Byl vězněn postupně v Pardubicích, Praze, Terezíně a poté už zbytek války prožil v káznicích v Německu (Drážďany, Bayreuth, Kaisheim). Po válce si dokončil své vzdělání. Absolvoval ČVUT, obor elektrotechnické inženýrství (v r. 1951), v r. 1964 obhájil kandidátskou práci. Mluvil několika jazyky - mj. německy, rusky a francouzsky.

## Působení
Od roku 1948 pracoval ve Výzkumném ústavu fotografické techniky (VÚFT) později VÚZORT jako vědecký pracovník (elektrické a optické měřicí postupy a přístroje pro senzitometrii a optiku, jakost zobrazení). Mezi lety 1960–1982 pracoval ve Výzkumném ústavu matematických strojů (VÚMS) (prvky počítačů, aplikovaná optoelektronika, optické komunikace a holografické paměti). Poté pracoval až do roku 1986 ve VZLÚ (průhledový zobrazovač).
Přednášel na PFŠ (1953–1964), FAMU (1954–1956), VUT Brno (1977–1981) a na Univerzitě Palackého v Olomouci (1977–1992). V roce 1950 obdržel čestnou cenu za práci na stereoskopickém filmu, v r. 1989 medaili K. Plicky, v r. 2000 čestnou cenu Komory fotografů ČR. Je autorem samostatných i společných publikací, překladů, řady vědeckých a odborných prací a přednášek a velkého počtu popularizačních článků. Publikoval především o fotografii, zvláště digitální, aplikované optoelektronice, zabýval se studiemi z dějin fotografie.